# Louvil
Louvil is een gemeente in het Franse departement Noorderdepartement (regio Hauts-de-France). De gemeente telt 816 inwoners (2005) en maakt deel uit van het arrondissement Rijsel.

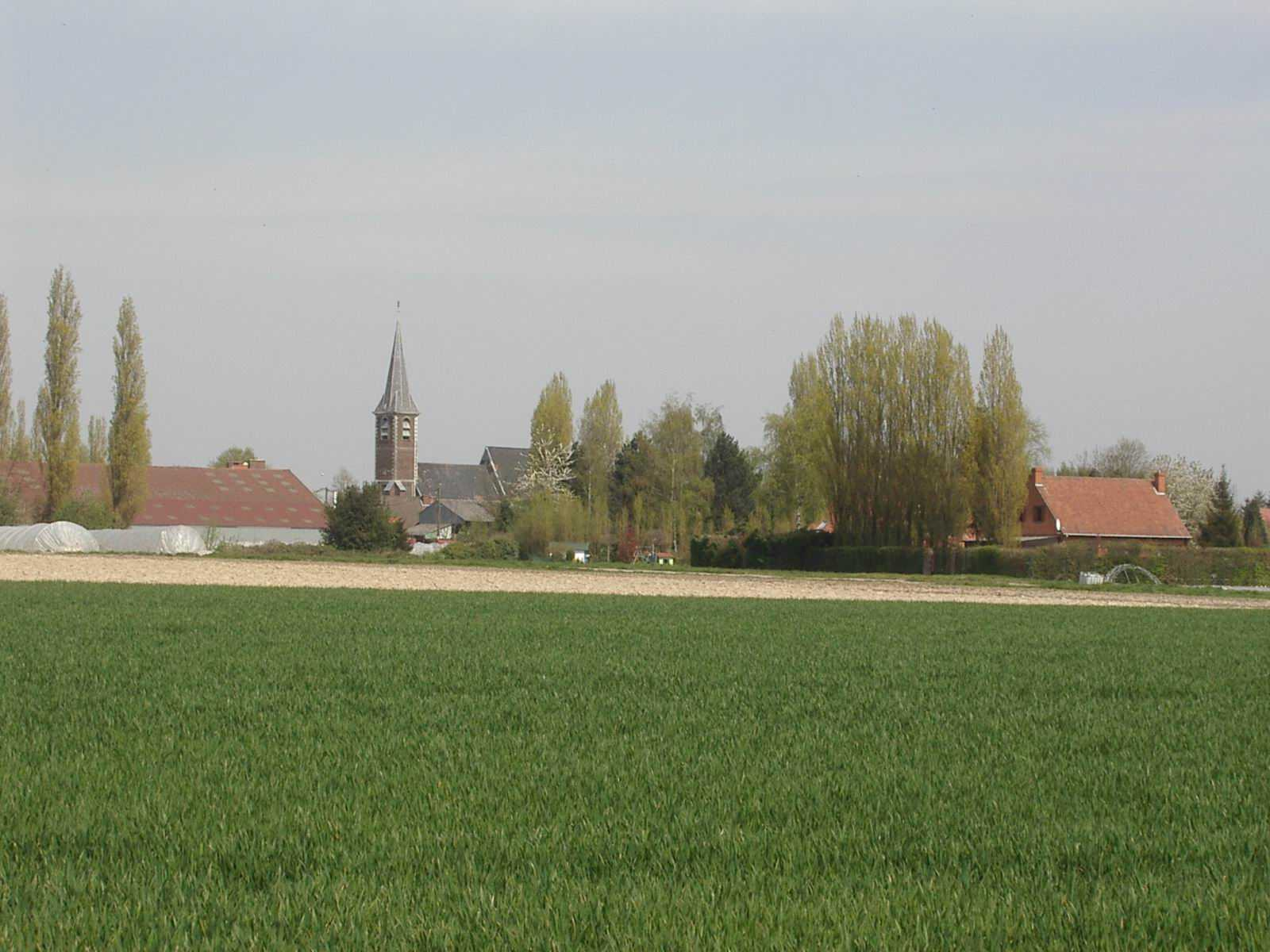
Zicht op Louvil

## Geografie
De oppervlakte van Louvil bedraagt 2,5 km², de bevolkingsdichtheid is 326,4 inwoners per km².
De onderstaande kaart toont de ligging van Louvil met de belangrijkste infrastructuur en aangrenzende gemeenten.

## Bezienswaardigheden
- De Église Saint-Martin.

## Natuur en landschap
Ten oosten van Louvil ligt het Bois de la Tassonière. Ten westen van Louvil loopt de Marque. De hoogte bedraagt ongeveer 33 meter.

## Demografie
Onderstaande figuur toont het verloop van het inwonertal (bron: INSEE-tellingen).

## Nabijgelegen kernen
Cysoing, Bouvines, Templeuve-en-Pévèle